# Anne Oldeland
Anne Oldeland, född 15??, död 21 februari 1602 i Odense, var en dansk godsägare. Hon var känd för att tillsammans med sin man drivit en fejd med danska kyrkan. 
Hon var dotter till Hans Oldeland och Sophie Munk och gifte sig med Hans Norby til Uggerslevgård på Fyn (d. 1565). Mellan 1561 och 1567 var makarna inblandade i en fejd med de kyrkoherdar efter varandra i Uggerslev kyrka. Bland annat låste de porten till Uggerslevs kyrka så att gudstjänster fick ställas in. Maken drev hennes processer åt henne, men hon framstår som den drivande parten. 1567 dömdes hon slutligen som den felande och tvingades underkasta sig kyrkan. 
Hon bodde ett tag i Fåborg men dog i Odense och ligger begravd vid Sankt Knuds Kirke.